# Acrylvezel

Structuur van polyacryl

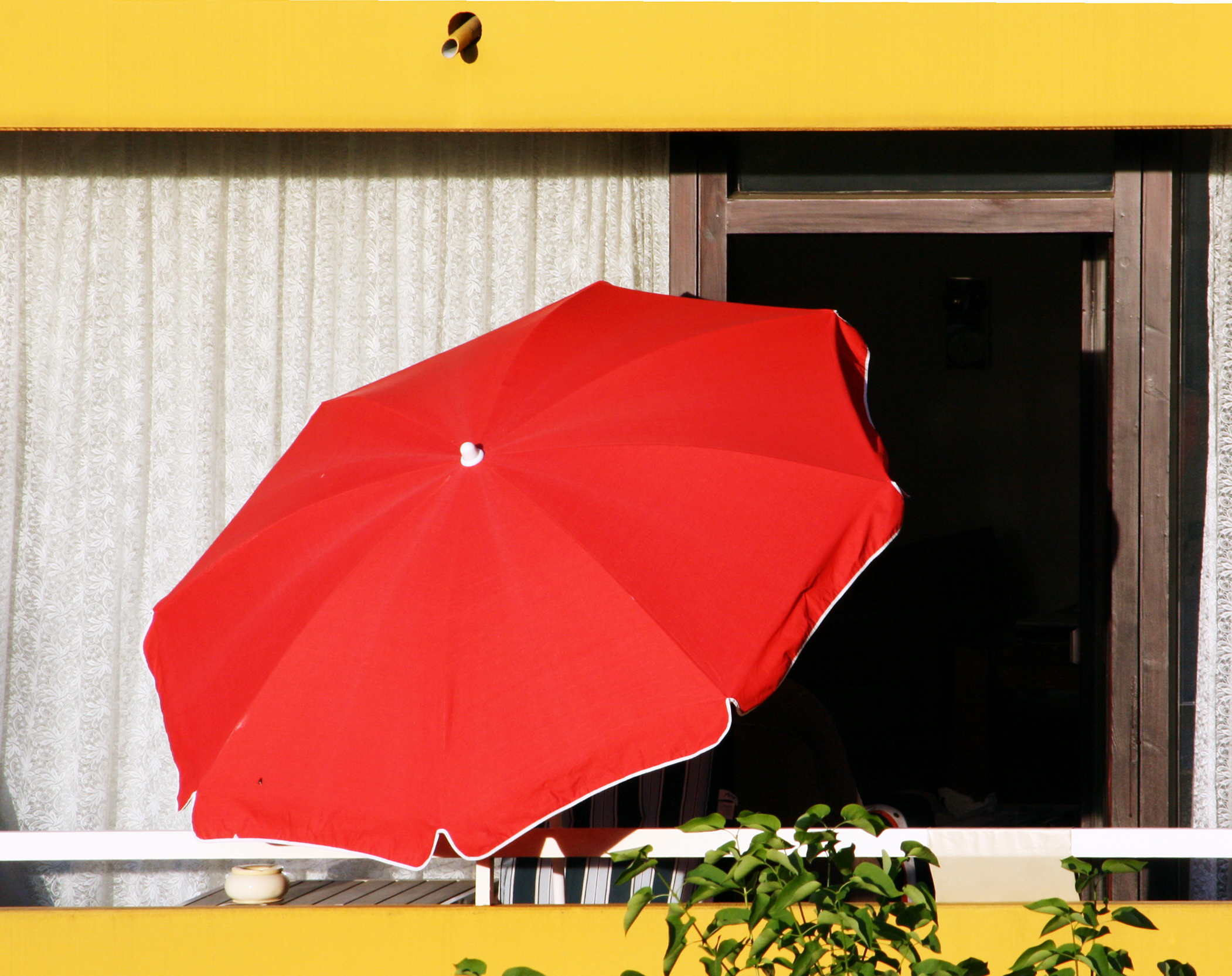
Parasol uit acrylweefsel

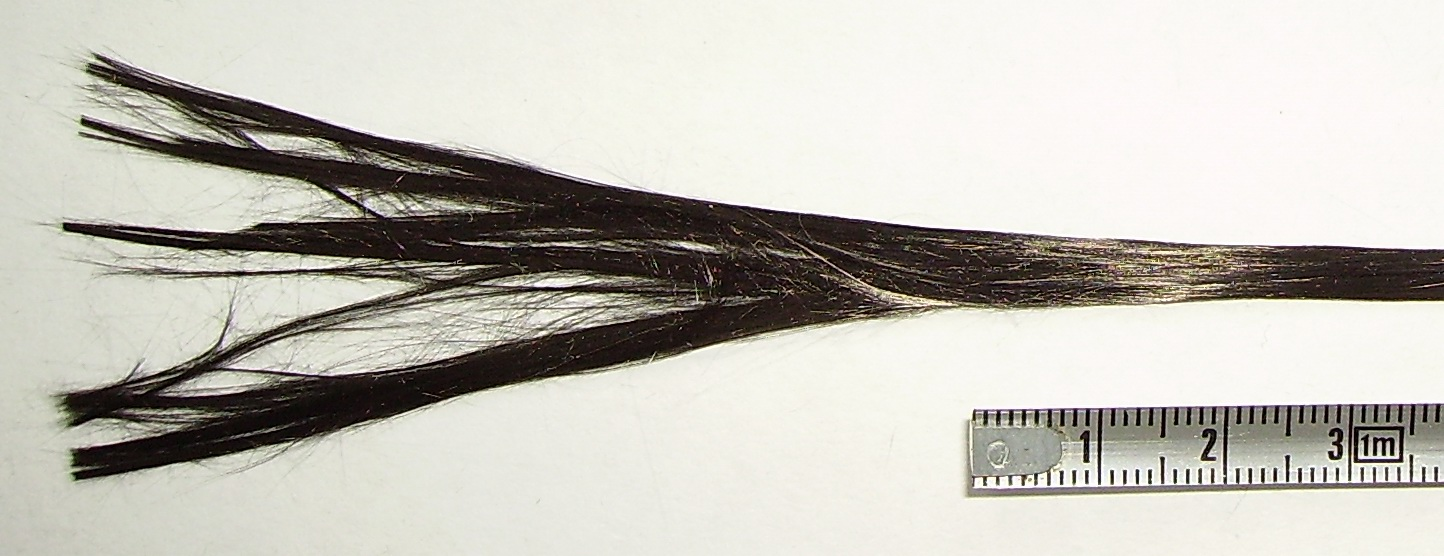
Garen uit koolstofvezel

Acrylvezel, ook wel polyacryl, polyacrylonitril, dralon of kortweg acryl genoemd, is een synthetische vezel gemaakt van de polymeer polyacrylonitril ((C3H3N)n) met een gemiddelde moleculaire massa van ca. 100.000 u, dus ongeveer 1900  eenheden monomeer. Het polymeer wordt verkregen uit polymerisatie van acrylonitril. Polyacryl bestaat uit lange lineaire moleculen, die zeer geschikt zijn voor gebruik als (textiel)vezel.

## Productie
Polyacrylonitril (PAN) is een additiepolymeer dat via radicaalpolymerisatie wordt geproduceerd uit acrylonitril.
Zuiver polyacrylonitril is niet geschikt voor het maken van kleding, omdat deze kunststof zeer brandgevaarlijk is en slecht hecht aan kleurstoffen. Door toevoeging van kleine hoeveelheden vinylchloride aan het polymeer wordt de brandbestendigheid verhoogd. Door toevoeging van styreen wordt de hechting van kleurstoffen verbeterd.
De acrylvezel die voor het maken van textiel wordt gebruikt, is een copolymeer van circa 85% acrylonitril, aangevuld met vinylchloride, styreen en eventueel andere hulpstoffen.
Vezels van zuiver polyacryl kunnen door middel van pyrolyse omgezet worden in koolstofvezels.

### Kenmerken en eigenschappen
- De vezel wordt gesponnen volgens het nat- of droogspinproces.
- Acryl smelt voordat het brandt. Het materiaal brandt fel met een licht roetende gele vlam. De draden branden verder, ook als de vlam weggehaald wordt. Er ontstaat een hard bolletje. De reuk bij het branden is zoet.
- De vezel is hittebestendig tot 150°C.
- Het warmte-isolerend vermogen is hoog, zelfs hoger dan dat van wol.
- De modulus is lager dan van polyamide en polyester.
- De vochtopname is gering; in normaal klimaat neemt het 1 - 1½% vocht op.
- Polyacryl is goed bestand tegen verdunde zuren, oxidatiemiddelen en verdunde loog. Het is minder goed bestand tegen sterke logen en lost op in geconcentreerd zwavelzuur en salpeterzuur.
- De vezel is zeer goed bestand tegen zonlicht. Het is bovendien zeer weerbestendig. Bacteriën en schimmels hebben geen invloed op acryl.
- De treksterkte is lager dan die van de andere synthetische materialen en ongeveer zo hoog als die van katoen.
- De breukrek is 30-50%.
- De slijtweerstand is lager dan die van andere synthetische materialen, maar wel groter dan die van wol en ongeveer gelijk aan die van katoen.
- Acryl heeft een warme, zachte greep.

### Toepassingen
Textieltoepassingen
- gebreide bovenkleding en babykleding
- meubelbekleding
- imitatiebont
- gordijnstoffen
- markiezendoek en zonwering
- handbreigarens

Technische toepassingen
- precursor voor koolstof garens
- filtermateriaal

## Bedenkingen
- Een onderzoeksteam van de universiteit van Plymouth besteedde 12 maanden aan het analyseren van wat er gebeurde wanneer een aantal synthetische materialen werden gewassen op verschillende temperaturen met huishoudelijke wasmachines, met gebruikmaking van verschillende combinaties van wasmiddelen, om de losgelaten microvezels te kwantificeren. Ze ontdekten dat acryl verantwoordelijk was voor het vrijmaken van bijna 730.000 kleine synthetische deeltjes per wasbeurt, vijf keer meer dan weefsels van de combinatie polyester-katoen en bijna 1,5 keer zoveel als polyester.[1]
- Ecoloog Mark Browne wist dat hij iets groots had ontdekt toen hij, na maanden van moeizaam onderzoek over sediment langs kusten van over de hele wereld, iets waarnam wat niemand had voorspeld: vezels. Hij trof ze overal aan. Ze waren klein en synthetisch en hij trof ze aan in de grootste concentratie nabij afvalwater-uitstroom. Zijn conclusie was dat ze van de mens afkomstig moesten zijn. Feitelijk waren 85% van het door mensen gemaakte materiaal dat op de kustlijn werd gevonden, microvezels. Deze kwamen overeen met materiaalsoorten zoals nylon en acryl, die in kleding worden gebruikt.[2]